# Arrondissement de Dillingen
L'arrondissement de Dillingen est un arrondissement  ("Landkreis" en allemand) de Bavière   (Allemagne) situé dans le district ("Regierungsbezirk" en allemand) de Souabe. 
Son chef lieu est Dillingen an der Donau.

## Villes, communes & communautés d'administration
(nombre d'habitants en 2006)
| Städte 1. Dillingen an der Donau, Große Kreisstadt (18 588) 2. Gundelfingen an der Donau (7 866) 3. Höchstädt an der Donau (6 688) 4. Lauingen (11 005) 5. Wertingen (8 832) Märkte 1. Aislingen (1 400) 2. Bissingen (3 559) 3. Wittislingen (2 367) Pas de Gemeindefreie Gebiete | Gemeinden 1. Bachhagel (2 390) 2. Bächingen an der Brenz (1 294) 3. Binswangen (1 352) 4. Blindheim (1 680) 5. Buttenwiesen (5 823) 6. Finningen (1 648) 7. Glött (1 115) 8. Haunsheim (1 595) 9. Holzheim (3 757) 10. Laugna (1 561) 11. Lutzingen (960) 12. Medlingen (1 003) 13. Mödingen (1 368) 14. Schwenningen (1 463) 15. Syrgenstein (3 652) 16. Villenbach (1 236) 17. Ziertheim (1 039) 18. Zöschingen (775) 19. Zusamaltheim (1 306) | Verwaltungsgemeinschaften 1. Gundelfingen a.d.Donau (Ville de Gundelfingen a.d.Donau et communes Bächingen a.d.Brenz, Haunsheim et Medlingen) 2. Höchstädt a.d.Donau (Ville de Höchstädt a.d.Donau et communes Blindheim, Finningen, Lutzingen et Schwenningen) 3. Holzheim (Markt Aislingen et communes Glött et Holzheim) 4. Syrgenstein (Communes Bachhagel, Syrgenstein et Zöschingen) 5. Wertingen (Ville de Wertingen et communes Binswangen, Laugna, Villenbach et Zusamaltheim) 6. Wittislingen (Markt Wittlisingen et communes Mödingen et Ziertheim) |